# Gyrocheilos
Gyrocheilos es un género con cuatro especies de plantas  perteneciente a la familia Gesneriaceae.  Es originario de China.

## Descripción
Plantas perennes herbáceas acaulescentes con rizoma. Las hojas largo pecioladas, lámina coriácea o como el papel, cordada . Las inflorescencias con varias a muchas flores, pedunculadas; bracteolas ovadas. Sépalos connados, formando un calyx con forma de campana. Corola de color púrpura o rosado. El fruto es una cápsula cilíndrica, glabra, dehiscente.

## Taxonomía
El género fue descrito por Wen Tsai Wang y publicado en Bulletin of Botanical Research 1(3): 31–32, pl. 2, f. 1–5; pl. 4, f. 2. 1981.
Etimología
Gyrocheilos: nombre genérico que deriva de las palabras griegas γυρος, gyros = "redonda", y χειλος, cheilos = "labio", en alusión al  semi-orbicular y no dividido labio superior.

## Especies aceptadas
A continuación se brinda un listado de las especies del género Gyrocheilos aceptadas hasta marzo de 2015, ordenadas alfabéticamente. Para cada una se indica el nombre binomial seguido del autor, abreviado según las convenciones y usos.	
- Gyrocheilos chorisepalum W.T.Wang
- Gyrocheilos lasiocalyx W.T.Wang
- Gyrocheilos microtrichum W.T.Wang
- Gyrocheilos retrotrichum W.T.Wang